# Odontocolon apterus
Odontocolon apterus là một loài tò vò trong họ Ichneumonidae.